# جان لی (بازیکن فوتبال، زاده ۱۸۸۹)
جان لی (انگلیسی: John Lee؛ زادهٔ ۱۸۸۹) بازیکن فوتبال است.
از باشگاه‌هایی که در آن بازی کرده‌است می‌توان به باشگاه فوتبال اکستر سیتی اشاره کرد.